# Appuasu
Appuasu va ser un rei de Cilícia. Probablement era fill i successor de Siennesis I.
És esmentat a la crònica de Babilònia en una campanya del rei Nabucodonosor II cap els anys 557 aC o 556 aC. Els babilonis van arribar a Cilícia i van creuar el Taure però no van poder derrotar a Appuasu. Els motius de l'atac són desconeguts però se suposa que podria ser degut al canvi de vassallatge d'Appuasu, que de reconèixer Nabucodonosor hauria passat a ser tributari del rei de Mèdia. Deposada la dinastia meda pels perses, Appuasu hauria intentat assolir la independència però, potser l'any el 546 aC, va haver de reconèixer Cir II el Gran que havia derrotat Cressos de Lídia. El va succeir probablement el seu suposat fill Oromedó.